# Арабский халифат
Ара́бский халифа́т (араб. خلافة إسلامية‎ —  Исламский халифат‎, также Арабская империя) — теократическое исламское государство, возникшее в результате арабских завоеваний в VII—IX веках и возглавлявшееся халифами. Основано после смерти пророка Мухаммеда, в 632 году. Халифат был правящей структурой мусульманского мира, которая объединяла политическую и религиозную власть под одним правителем, называемым халифом.
Халифат начал своё существование в Медине, где был избран первый халиф Абу-Бакр, бывший близким сподвижником Мухаммеда. В течение следующих десятилетий халифат расширил свои владения, завоевывая территории в Сирии, Иране, Египте, Северной Африке и Испании.
Наиболее известным халифом был Умар I, правивший в 634—644 годах. Он продолжил завоевательную политику, победил Византийскую империю и завоевал Иерусалим. Также Омар известен своими реформами, направленными на укрепление экономики и улучшение условий жизни в Арабской империи.
Халифат существовал в течение нескольких веков до того как был раздроблен на множество местных династий и государств в X—XI веках. Однако идея об объединении мусульманского мира под единой властью халифа продолжала жить, и иногда в истории возникали попытки восстановления халифата. Однако эти попытки не привели к его полному восстановлению.
Столицей империи был город Багдад. Территория города Багдад в X веке при правлении халифа Аль-Муктадира составляла 43750 джерибов (1 джериб=2900 м².), что равняется примерно 13 тысячам гектаров.
Население средневекового Багдада 900 годов оценивают в 900 тысяч человек, а 1100 годов оценивают в 1 миллион 200 тысяч человек.
В эпоху Арабской империи сложился «Золотой век ислама (Мусульманский ренессанс)», когда развивались такие науки как физика, астрономия, математика, биология, медицина, химия.
Научные труды учёных Востока сделали большой вклад в Европейскую цивилизацию через латинские переводы XII века.

## Этимология

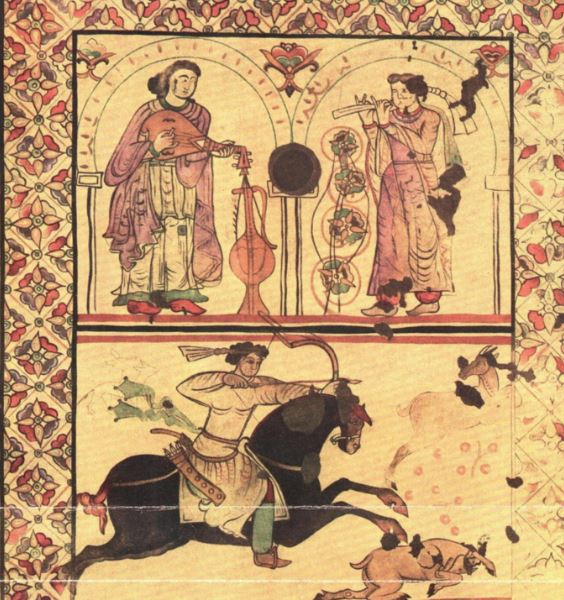
Арабская миниатюра из дворца Каср хаир аль-гарби. Арабский всадник охотится, в то время как сверху изображение двух музыкантов на арабском уде

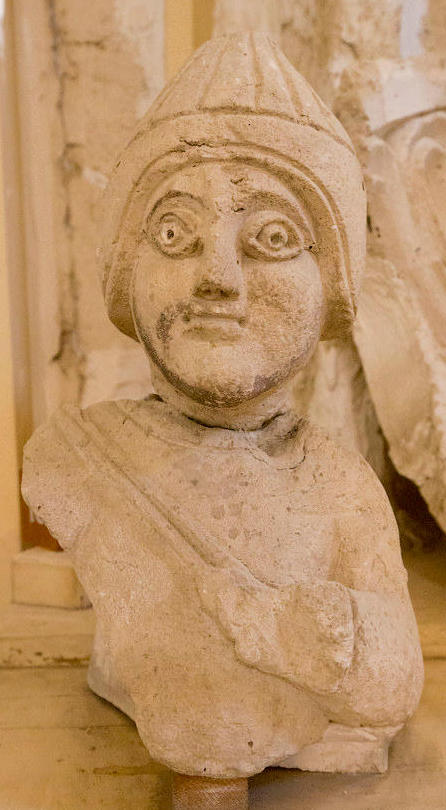
Арабский богатырь в шлеме, 8 век. Хирбат аль-Маджир. Музей Рокфеллера

Для обозначения Арабского халифата некоторыми западными историками также используется термин Арабская империя.
Слово халифат (араб. خليفة‎ — Khalīfа — «наследник», «представитель») означает как титул халифа, так и обширное государство, созданное после Мухаммеда арабами-завоевателями под предводительством его «халифов» (наместников).
Эпоха существования Арабского халифата вместе с несколькими последующими веками расцвета общеисламской науки и культуры именуются в западной историографии Золотым веком ислама.
В старорусских источниках известно также под именами царство Агарянское и царство Измаильтянское, что таким образом включало его в общий список царств (империй) мира, известных книжным людям на Руси того времени.

## Праведный халифат (632—661)
Первоначальным ядром халифата стала созданная пророком Мухаммедом в начале VII века в Хиджазе (Западная Аравия) мусульманская община умма. Первоначально эта община была небольшой и представляла собой пророка Мухаммеда и его сподвижников.

Территория Халифата в 632 году

После смерти пророка Мухаммеда в 632 году был создан Праведный халифат. Его возглавляли четыре Праведных халифа: Абу Бакр ас-Сиддик, Умар ибн аль-Хаттаб, Усман ибн Аффан и Али ибн Абу Талиб. Во времена их правления в Халифат был включён Аравийский полуостров, Левант (Шам), Кавказ, часть Северной Африки от Египта до Туниса и Иранское нагорье.

В 632 году пророк Мухаммед умер, не оставив после себя наследника, и между мухаджирами (мекканцами) и ансарами (мединцами) начался спор о его преемнике, закончившийся избранием халифом Абу Бакра ас-Сиддика — близкого друга пророка Мухаммеда. Между тем, с известием о смерти Мухаммада почти вся Аравия, кроме Мекки, Медины и ат-Таифа, отошла от ислама (ридда). Война с вероотступниками позволила Абу Бакру возвратить племена Аравии назад к исламу. Больше всего помог ему в этом опытный полководец Халид ибн аль-Валид, который разбил 40-тысячную армию последователей лжепророка Мусайлимы в так называемой «ограде смерти» при Акрабе (633). Немедленно же по усмирении восстания арабов Абу Бакр, продолжая политику пророка Мухаммада, повёл их на войну против византийцев и персов.

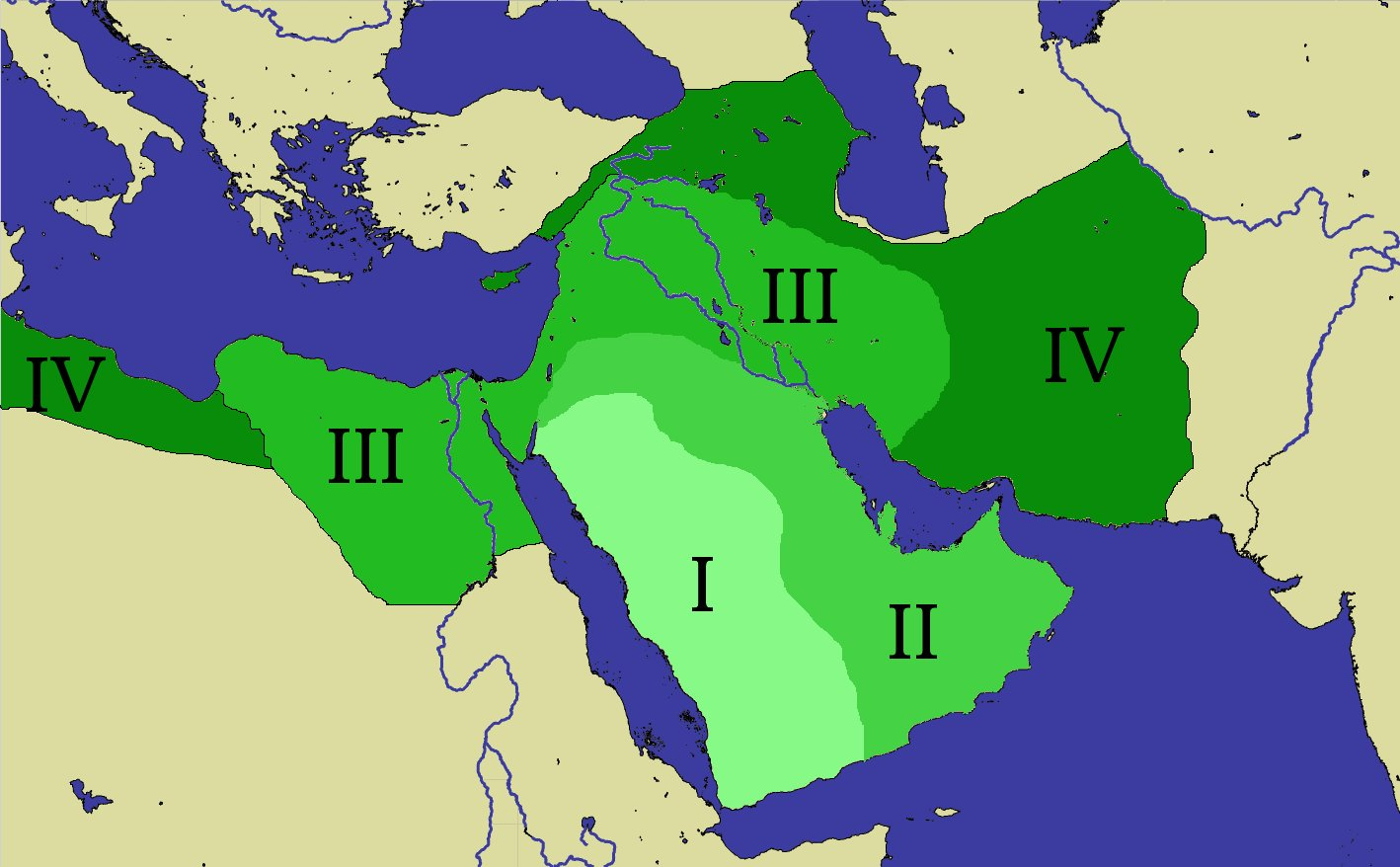
Завоевания Халифата: I — территория до образования Халифата; II — завоевания Абу Бакра;
III — завоевания Умара; IV — завоевания Усмана

Халиф Умар I успешно продолжал завоевания, и таким образом под конец своей жизни он, кроме самой Аравии, правил в Азии Сирией, Месопотамией, Вавилонией и западной частью современного Ирана, а в Африке — Египтом, Баркой и Триполи. Его войска, победившие византийскую армию в Сирии в 636 году при Ярмуке, персов при Кадисии (636 год) и Нехавенде (642 год), положили конец существованию Сасанидской империи и завладела ближневосточными и североафриканскими землями Византии. Сразу после Нехавендского сражения арабы вторглись на Кавказ и быстро заняли его почти весь, дойдя до Дербента и границ Хазарского каганата. На Кавказе, также как и на других завоеванных территориях, стали поселяться арабские племена.
При халифе Усмане был завоёван восточный Иран до Амударьи (Оксуса), остров Кипр, область Карфагена. Междоусобия среди арабов, вызванные убийством Усмана, произвели было перерыв в завоеваниях, и некоторые пограничные области отпали.
Последний из четырёх Праведных халифов, Али ибн Абу Талиб был убит хариджитами, после чего Муавия ибн Абу Суфьян из рода Омейядов стал единоличным правителем в Халифате. Муавия I провозгласил наследником своего старшего сына Язида. Таким образом, из государства с выборным правлением образовалась наследственная монархия, а сам Муавия I стал родоначальником династии Омейядов.

## Омейядский халифат (661—750)
При Омейяде Муавии I (661—680) арабы перешли за Амударью (Оксус) в Мавераннахр, до Пайкенда, Бухары и Самарканда, и в Индии дошли до Пенджаба; ими была захвачена Малая Азия. Они близко подступали даже к Константинополю, а в Африке дошли до Алжира. Государство Омейядов стало простираться от Атлантического океана до границ Китая, от Индийского океана до Кавказа и Черного моря.
Вспыхнувший при сыне Муавии Язиде (680—683) второй ряд междоусобных войн и борьба Омейядов с Хасаном ибн Али, Абдуллахом ибн аз-Зубайром, хариджитами и др. позволили некоторым пограничным областям вновь отпасть, но по усмирении междоусобий (с 693 года) при халифе Абд аль-Малике (685—705) и его сыне Валиде I (705—715) арабы одерживают почти невероятные успехи в Афганистане, сев. Индии и Мавераннахре (751) на востоке, Кавказе и Малой Азии в центре, зап. Африке (до океана), Испании и южной Франции на западе. Только энергия императора Льва Исавра и болгарского хана Тервела, храбро отразивших арабов от Константинополя и Малой Азии (717—718) и Карла Мартелла (живший в 717—741 годах из рода Пипинидов, вошедший в историю как спаситель Европы), положившего предел успехам арабов во Франции (732).
В Иране с конца VI века шли неурядицы. Страна была обессилена расточительностью и вымогательствами Хосрова II Парвиза (590—628) изнурительными войнами с Византией (Ираклий) и анархией. Вассалы становились независимыми и не слушались шаха. Вельможи возводили на престол своих ставленников, а зороастрийское духовенство успело ослабить внутреннюю крепость страны своими вековым, беспощадными гонениями на многочисленных еретиков (манихеев, маздакитов и др.), иногда и на культурно-важный элемент государства христиан. Ещё до Мухаммада, когда Хосров II упразднил вассальное арабское царство Хира на Евфрате, пограничные бедуины-бекриты в 604—610 г. разбили при Зу-Каре (у нижн. Евфрата) иранское войско и начали смело совершать ряд разбойничьих набегов на иранские окраины. А при Абу Бакре бекритский вождь Мосанна, принявший ислам, постарался внушить Абу Бакру, что при царящем в Иране безначалии поход на него может быть вполне удачен.
В Византии, как ни истощена она была войнами с Ираном, порядка было больше, но в её восточных провинциях с населением инородческим (семитским, на окраинах даже прямо арабским и коптским), Сирии, Месопотамии и Египте, жители страдали от неумеренных податей, от греческой национальной заносчивости и от греческой религиозной нетерпимости: местное вероисповедание было там еретическое (монофизитское и др.). Поэтому в тех странах никто и усилия не сделал, чтобы противодействовать арабам; больше того: из ненависти к грекам население во многих случаях само призывало арабов и помогало им. Наоборот, Малая Азия, населённая настоящими греками и сама боровшаяся против арабов, никогда не была завоёвана ими надолго и под стенами Константинополя арабы несколько раз потерпели неудачу.

## Государственный строй
Источником власти Арабского халифата являлась главным образом религия. Религиозная, политическая и административная власти являлись неразделимыми. Собственность на землю могла быть государственной, общественной и частной. При этом земля не являлась товаром. Налогами облагалось всё население. Воины для поддержания своей боевой готовности получали жалование, а также имели право собирать кое-какие налоги с населения в том объёме, который был необходим для того, чтобы боеготовность была на должном уровне.

### Центральные органы государственной власти

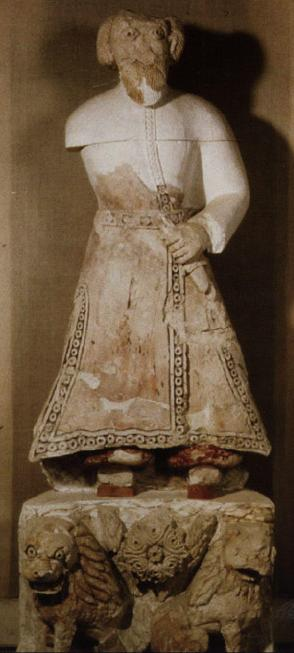
Арабский император (халиф), 740 годы

Халиф в Арабском халифате обладал верховной властью. Он являлся религиозным главой арабов и всех уверовавших в Аллаха. Кроме того, он занимал все верховенствующие должности: был главой церкви, верховным главой государства, верховным собственником земли, верховным главнокомандующим, верховным судьёй. А все высшие чиновники назначались только халифом.

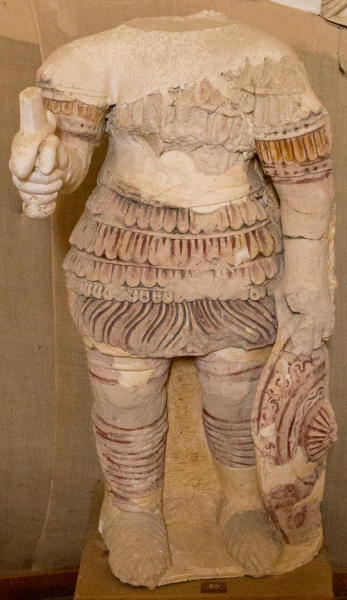
Арабский солдат, 8 век. Левант. Дворец Хибра аль-Маджир. Музей Рокфеллера

Высшим должностным лицом при халифе был визирь как главный советник халифа. Визирь был наделён большой светской и военной властью. Визирь имел право управлять от имени халифа, а также управлять его двором. На ранних этапах развития Арабского Халифата компетенция визиря была совсем не такой, а он мог выполнять лишь распоряжения халифа.
С течением времени компетенция визирей расширялась, и они получили возможность управлять от имени халифа, но уже самостоятельно. Были в халифате и при дворе и другие важные чиновники: начальник телохранителей халифа, начальник полиции, особый чиновник для надзора за другими должностными лицами.
В халифате высшими центральными органами управления были диваны (по персидской модели):
Диван-аль-Джунд — военное ведомство, которое осуществляет контроль над всеми вооружёнными силами, занимается вопросами оснащения и вооружения армии, принимая во внимание наличие количества состава вооружённых сил, особенно постоянного войска, а также учитывает жалование и пожалования за военную службу.
Диван-аль-Харадж — финансово-налоговое ведомство, которое курирует все внутренние дела, учитывает налоги и иные поступления в государственную казну, а также занимается сбором различных статистических данных по стране.
Диван-аль-Барид — главное почтовое ведомство, которое курирует почту, связь, занимается доставкой государственных грузов, осуществляет ремонт дорог, строительство караван-сараев, колодцев. Кроме своих основных обязанностей почтовое ведомство выполняло ещё функцию тайной полиции. Это было возможным ввиду того, что под контролем этого ведомства находились все дороги, основные пункты на дорогах, перевозки грузов, переписки.
Когда территория страны стала расширяться, а хозяйство её существенно усложнялось, то неизбежным стало и усложнение структуры управления страной.

### Местное управление

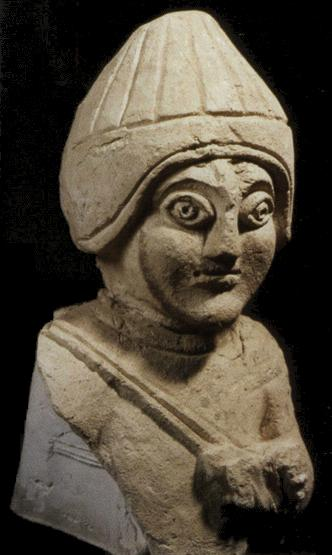
Арабский солдат, 8 век. Хирбат аль-Маджир. Музей Рокфеллера

Изначально в состав территории Халифата входила Хиджаз — священная земля, Аравия — арабские земли и неарабские земли. Сначала в завоёванных странах местный аппарат чиновников сохранился таким, каким он был в них до завоевания. То же самое касалось и форм и методов управления. На протяжении первых ста лет местные государственные и административные органы на территориях, которые были завоёваны, оставались нетронутыми. Но постепенно (к истечению первой сотни лет) с до исламским управлением в завоёванных странах было покончено.
Местное управление стало строиться по персидскому образцу. Страны стали разделяться на провинции, в которые были назначены военные наместники эмиры, султаны иногда из местной знати. Назначением эмиров занимался сам халиф. Основными обязанностями эмиров были сбор налогов, командование войсками и руководство местной администрацией и полицией. У эмиров были помощники, которых называли наибы.
Нередко административной единицей становились мусульманские религиозные общины, во главе которых стояли шейхи (старшины). Именно они часто и занимались осуществлением местных административных функций. Кроме того, были ещё и чиновники и должностные лица разных рангов, которые назначались в городах и селениях.

### Судебная система
В большинстве своём в Арабском государстве суд был напрямую связан с духовенством и отделён от администрации. Как уже говорилось ранее, верховным судьёй был халиф. Ему подчинялась коллегия наиболее авторитетных богословов-правоведов, знатоков шариата, которой принадлежала высшая судебная власть. Ими от имени правителя назначались нижестоящие судьи (кади) из местного духовенства, а также специальные уполномоченные, которые должны были вести контроль за деятельностью местных судей.
Кади занимались рассмотрением судебных дел на местах всех категорий, осуществляли наблюдение за исполнением судебных решений, вели надзор за местами заключения, удостоверяли завещания, распределяли наследство, поверяли законность землепользования, заведовали вакуфным имуществом, переданным собственниками религиозным организациям. Таким образом, очевидно, что кади были наделены очень обширными правомочиями. Когда кади принимали какое-либо решение (будь то судебное или иное) они руководствовались Кораном и Сунной и решали дела на основе их самостоятельного толкования.
Приговор, вынесенный кади, был окончательным и обжаловать его было нельзя. Изменить этот приговор или решение кади мог только халиф или его уполномоченные. Что же касается немусульманского населения, то, как правило, оно подлежало юрисдикции судов из представителей своего духовенства.

### Армия

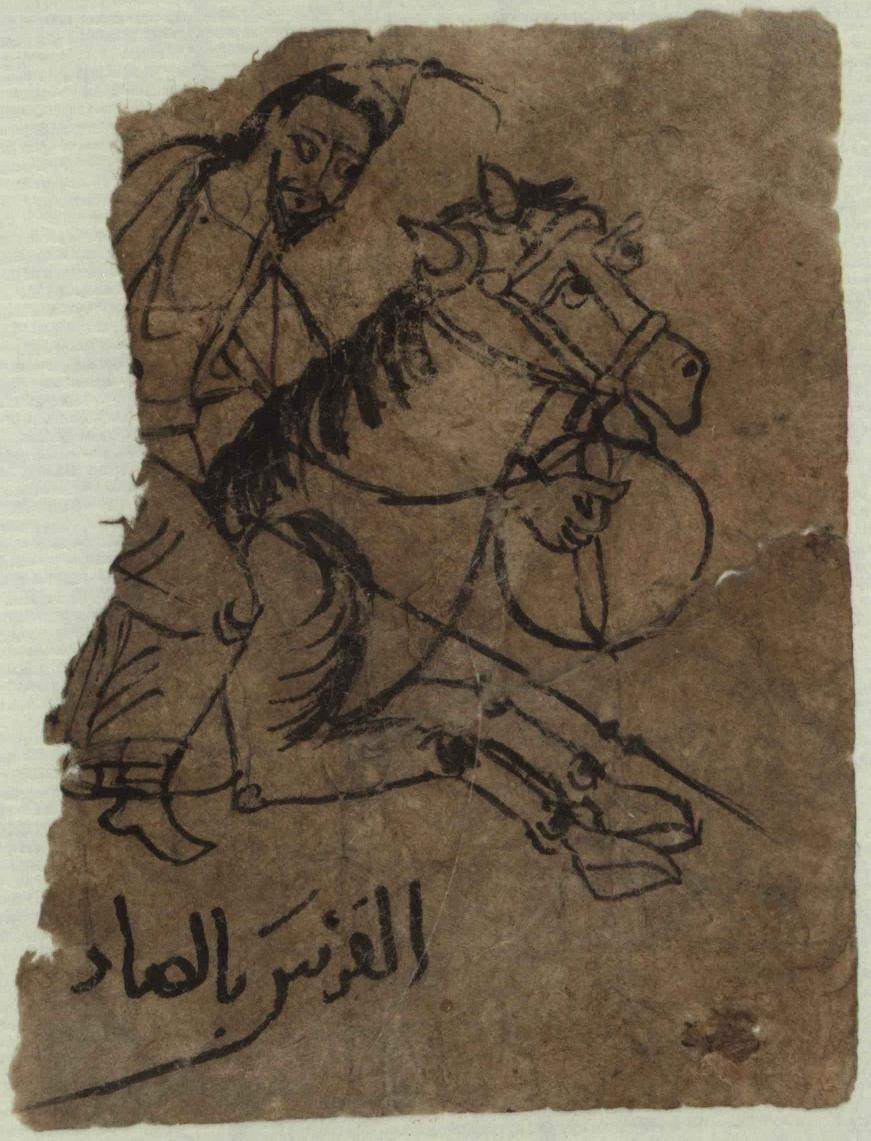
Арабский всадник 10 века

Согласно исламской военной доктрине все уверовавшие являются воинами Аллаха. В первоначальном мусульманском учении говорится о том, что весь мир разделён на две части: правоверных и неверующих. Главная же задача халифа состоит в том, чтобы завоевать неверных и их территории путём «священной войны». Все свободные мусульмане, достигшие совершеннолетия, обязаны принимать участие в завоевательных кампаниях.
Изначально основной вооружённой силой было арабское ополчение. В состав армии Аббасидской армии VII—VIII вв. входило не только постоянное войско, но ещё и добровольцы, которыми командовали их полководцы. На службе в постоянном войске состояли привилегированные воины — мусульмане, а основой арабского войска была лёгкая кавалерия (конница). Кроме того, нередко арабская армия пополнялась ополченцами. Сначала армия находилась в подчинении халифа, а потом главнокомандующим стал визирь. Профессиональная армия появилась позже. Также стало появляться наёмничество, но не в больших размерах. Ещё позже наместники, эмиры и султаны стали создавать свои вооружённые силы.

## Наука и технология

### Золотой век ислама

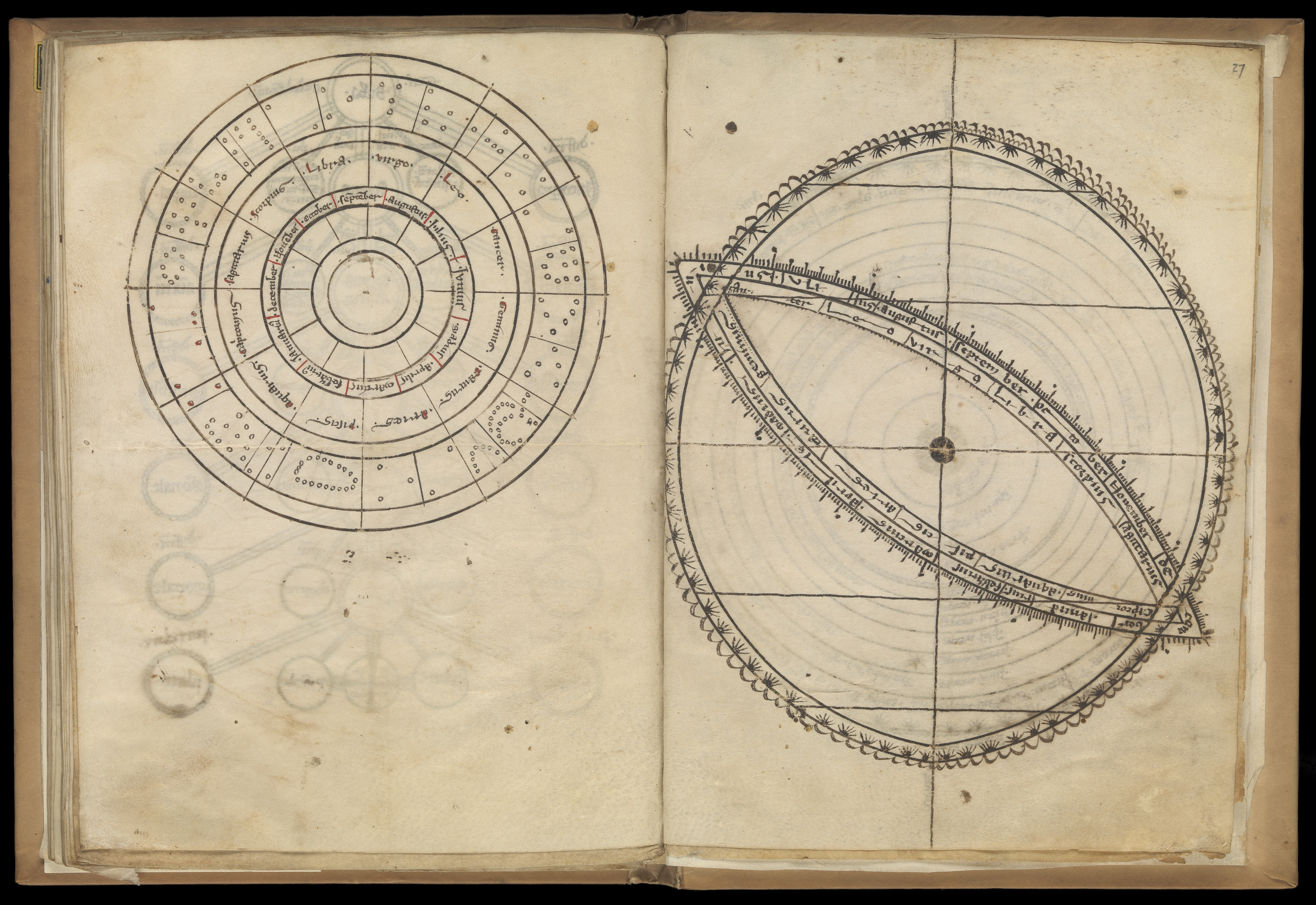
Книга аз-Заркали с рисунком армиллярной сферы переведённый на латинский язык в 12 веке Герардом Кремонским

Золотой век ислама, (Мусульманский ренессанс) — исторический период примерно в 762—1258 годы, когда учёные Востока развивали науки и технологию. В рамках Арабской империи сложилось общемусульманское культурное пространство, которое продолжало существовать и после его распада. Исламская цивилизация, простиравшаяся от южной Испании до Центральной Азии, вобрала в себя достижения учёных самых разных национальностей и вероисповеданий. Она развивала знания древних египтян, греков и римлян, добившись прорывов, подготовивших почву для эпохи Возрождения через латинские переводы арабских научных трудов в XII веке. В золотой век ислама развились математика, медицина, философия, физика, химия и другие науки.
Благодаря этому, мусульманские учёные, писатели и деятели искусства указанного периода внесли значительный вклад в развитие мировой науки и культуры.
Арабские императоры оказывали большое покровительство ученым. По оценкам, средства, потраченные на арабское переводческое движение за некоторые переводы, примерно в 2 раза превышают годовой исследовательский бюджет Медицинского исследовательского совета Великобритании. Лучшие ученые и известные переводчики, такие как Хунайн ибн Исхак, получали зарплату, которая, по оценкам, эквивалентна зарплате профессиональных спортсменов сегодня.

### Университеты и академии наук

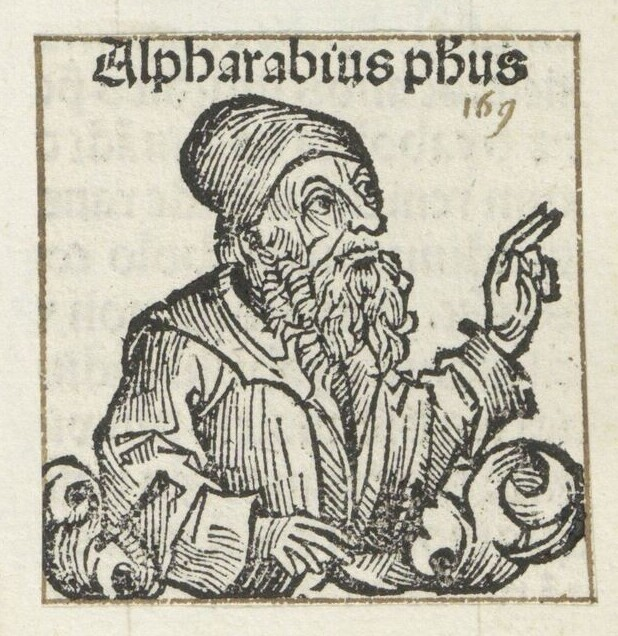
Знамениый натурфилософ и математик Фараби (Альфарабиус). Миниатюра из «Либер Хроникарум», 1493 год

Дом Мудрости — научная академия и библиотека, основанная в Багдаде халифом аль-Мансуром в 825 году. Также известная как Большая библиотека Багдада, считалась крупной публичной академией и интеллектуальным центром исламского Золотого века и была основана либо как библиотека для коллекций пятого халифа Аббасидов Харуна ар-Рашида (r. 786—809), или как частная коллекция аль-Мансура (r. 754—775) для хранения редких книг и коллекций на арабском языке. Во время правления аль-Мамуна (r. 813—833 г. н. э.) он был превращен в публичную научную академию и библиотеку.
Сотрудниками Дома мудрости в разное время были такие выдающиеся учёные, как аль-Хорезми (Алгоритмус), Ибн Турк, Фергани, аль-Джаухари, Хабаш аль-Хасиб, аль-Кинди, братья Бану Муса, аль-Махани, ан-Насрани, аль-Ахвази, аль-Бузджани, аль-Кухи, Санад ибн Али.
Некоторые другие места также называют Домом Мудрости, который не следует путать с Байт аль-Хикмой в Багдаде:
- Дом Мудрости в Раккаде, основанный в Раккаде Амиром Ибрагимом ибн Мухаммадом аль-Аглаби. Ибрагим был увлечен приобретением знаний и знал положительные качества, которые образование, ученость и новаторские идеи принесли обществам по всему миру. Множество научных рукописей, научных журналов и книг были найдены здесь с намерением создать библиотеку с репутацией, эквивалентной репутации Багдадского Дома Мудрости. Группа ученых ежегодно отправлялась в Багдад, чтобы найти важные литературные произведения и другие сочинения и привезти их обратно в библиотеку, что помогло внести свой вклад в уникальный и редкий материал, найденный в Доме Мудрости Аглабидов[23].

- Андалузский Дом Мудрости, основанный в Андалусии Хакамом аль-Мустансиром, который был известен как мастер ученого за свои знания во многих различных научных категориях. Он начал одну из крупнейших коллекций рукописей, сочинений и книг, которая состояла из множества жанров и научных категорий. Андалузский Дом Мудрости был построен на основе Багдадского Дома Мудрости и использовался для хранения огромного количества знаний, приобретенных аль-Мустансиром. В этот период научное развитие, искусство, архитектура и многое другое росли и процветали[23].

Кроме Багдада, центрами научной деятельности на средневековом Востоке в разные периоды его истории были: Каир, Мерв, Гургандж, Рей, Дамаск, Бухара, Самарканд, Хорезм, Нишапур, Кордова и другие города. В 859 г. принцесса Фатима аль-Фихри (800—880 гг.) основала в Фесе (Марокко) первый современный университет. В университете, принимавшем как мужчин, так и женщин, было несколько факультетов и преподавалось множество дисциплин.
Университет Аль-Карауин, основанный в 859 году нашей эры, занесен в Книгу рекордов Гиннесса как старейший в мире университет, выдающий учёные степени. Университет Аль-Азхар был еще одним ранним медресе, ныне признанным университетом. Медресе является одной из святынь Фатимидского халифата. Фатимиды возводили свое происхождение к дочери Мухаммеда Фатиме и назвали учреждение, используя вариант ее почетного титула Аль-Захра (блестящая). Организованное обучение в мечети Аль-Азхар началось в 978 году. Арабский язык стал языком торговли . Управляемая мусульманами испанская столица Кордова, которая превзошла Константинополь как крупнейший город Европы, также стала выдающимся мировым центром образования и обучения, подготовившим многочисленных эрудитов.

### Мотивация учёных

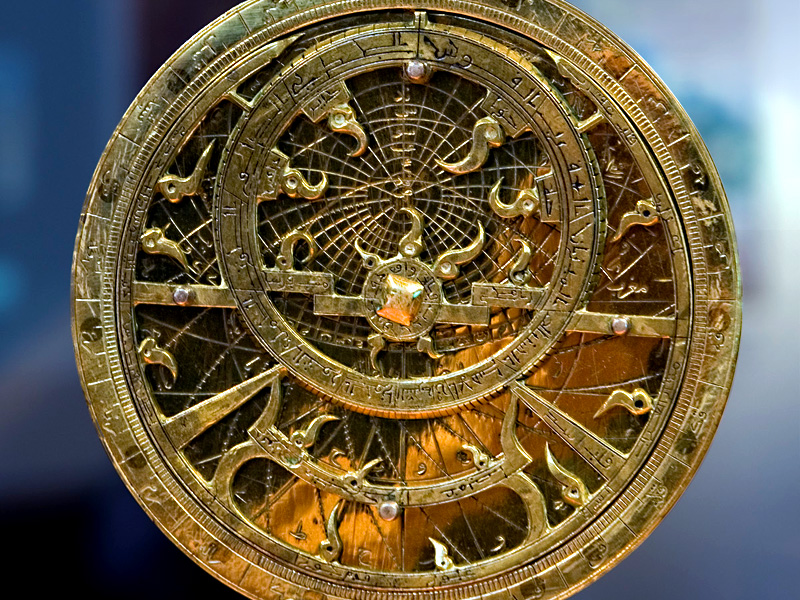
Усовершенствования астролябии были одним из достижений золотого века ислама.

Ряд современных учёных, таких как Филдинг Х. Гаррисон, Султан Башир Махмуд, Хоссейн Наср, считают, что современная наука и научный метод были в значительной степени вдохновлены мусульманскими учёными, которые внедрили современный эмпирический, экспериментальный и количественный подход к научному исследованию. Определённые достижения средневековых мусульманских астрономов, географов и математиков были мотивированы проблемами, представленными в исламском писании, такими как развитие алгебры Аль-Хорезми (ок . 780—850 гг.) с целью решения исламских законов наследования, и достижения в астрономии, географии, сферической геометрии и сферической тригонометрии с целью определения направления Киблы, времени молитв Салах и дат исламского календаря . Эти новые исследования в области математики и естественных наук позволят исламскому миру опередить остальной мир. «Используя это вдохновение, мусульманские математики и астрономы внесли значительный вклад в развитие практически каждой области математики между восьмым и пятнадцатым веками».
В сборнике достоверных хадисов аль- Бухари и Муслима сказано: «Нет болезни, которую создал бы Аллах, не создав также и лечения для неё» (Бухари 7-71:582). Это достигло кульминации в работе Ибн ан-Нафиса (1213—1288), который открыл лёгочное кровообращение в 1242 году и использовал своё открытие в качестве доказательства исламской доктрины телесного воскрешения . Ибн ан-Нафис также использовал исламское писание в качестве мотивации своего отказа от вина как средства самолечения . Исламские теологи считали верования алхимиков и астрологов суеверными .
Знаменитй каламист аль-Ашари (874—936) нашел золотую середину между рационализмом мутазилитов и буквализмом ханбалитов, используя рационалистические методы, отстаиваемые мутазилитами, для защиты большинства существенных принципов, поддерживаемых ахль аль-хадис . Конкурирующий компромисс между рационализмом и буквализмом возник в работе аль-Матуриди (у. н. э. 944 г.), и, хотя меньшинство ученых оставалось верным раннему учению ахль аль-хадис, теология ашаритов и матуридитов стала доминировать в суннитском исламе с X века.

### Изобретения мусульман
- Десятичная дробь: Персидский математик и астроном Джамшид аль-Каши (1380—1429) в трактате «Ключ арифметики» объявил себя изобретателем десятичных дробей, хотя они встречались в трудах Ал-Уклидиси, жившего на 5 веков раньше[37]. В Европе первоначально десятичные дроби записывали как целые числа в некотором оговоренном масштабе; например, тригонометрические таблицы Региомонтана (1467) содержали значения, увеличенные в 100000 раз и затем округлённые до целого. Первые десятичные дроби в Европе ввёл Иммануил Бонфис около 1350 года, в 1579 году их употребление пытался пропагандировать Виет. Но широкое распространение они получили только после появления сочинения Симона Стевина «Десятая» (1585)[38].
- Криптоанализ: В криптологии первое известное объяснение криптоанализа дал арабский натурфилософ Аль-Кинди (также известный как «Алькиндус» в Европе) в манускрипте О расшифровке криптографических сообщений. Этот трактат включает первое описание метода анализа частот.[39][40]
- Галактика Андромеды: В 964 года персидский астроном ас-Суфи в своей «Книге неподвижных звезд» описал «туманное пятно» в созвездии Андромеды, что стало первым достоверным упоминанием того, что сейчас известно как галактика Андромеды, ближайшая к Млечному Пути спиральная галактика .
- Альхазен сыграл роль в развитии оптики . Одной из преобладающих теорий зрения в его время и в его месте была теория излучения, поддерживаемая Евклидом и Птолемеем, согласно которой зрение работает за счет испускания глазом лучей света, а другой была теория Аристотеля, согласно которой зрение работает, когда сущность объектов поступает в глаза. Альхазен справедливо утверждал, что зрение возникает, когда свет, распространяющийся по прямым линиям, отражается от объекта и попадает в глаза. Аль-Бируни писал о своих взглядах на свет, утверждая, что его скорость должна быть огромной по сравнению со скоростью звука.[41]

- Химический синтез природного соединения: Самые древние известные инструкции по получению неорганического соединения (соль аммония или хлорид аммония) из органических веществ (таких как растения, кровь и волосы) с помощью химических средств встречаются в работах арабского химика Джабир ибн Хайяна (Гебер) (около 850—950 гг.).[42]

- Синусоидальный квадрант: Вид квадранта, использовавшийся средневековыми арабскими астрономами, описан Мухаммедом аль-Хорезми в 9 веке в Багдаде.[43]

- Экспериментальный научный метод: изложен и практикуется ибн аль-Хайтамом[40].
- Системное алгебраическое решение и завершение квадрата: Популяризирующее трактат Аль-Хорезми по алгебре (Суммирующая книга по расчетам путем завершения и уравновешивания, около 813—833 гг.) представил первое систематическое решение линейных и квадратных уравнений. Одним из его главных достижений в алгебре было демонстрация того, как решать квадратные уравнения путем завершения квадрата, для чего он предоставил геометрические обоснования.[44]
- Числа Сабита: Названы в честь Сабита ибн Курры.
- Закон котангенсов: впервые он был дан Ибн аль-Хайсамом[45]
- Мукарнас: Происхождение мукарнаса можно проследить до середины десятого века в северо-восточном Иране и центральной части Северной Африки[46], а также в регионе Месопотамии.[47]
- Треугольник Паскаля: Персидский математик Аль-Караджи (953—1029) написал ныне утраченную книгу, в которой содержалось первое описание треугольника Паскаля.[48][49][50]
- Алгоритм Руффини-Хорнера, открытый ибн аль-Хайсамом[45]
- Секстант и инструмент для росписи стен: Первый известный настенный секстант был изготовлен в городе Рей, Иран, Абу-Махмудом аль-Худжанди в 994 году[51]
- Добыча сланцевого масла: В 10 веке арабский врач Масавайх аль-Мардини (Месуэ Младший) описал метод добычи масла из «какой-то разновидности битуминозного сланца».[52]
- Закон Снелла: Этот закон был впервые точно описан персидским ученым Ибн Сахлем при багдадском дворе в 984 году.
- В манускрипте О горящих зеркалах и линзах ибн Сахль использовал этот закон для получения форм линз, которые фокусируют свет без геометрических аберраций.[53] По мнению Джима аль-Халили, этот закон следует называть законом ибн Сахля[50]
- Гиперболическая геометрия: Теоремы Ибн аль-Хайсама (Альхасена), Омара Хайяма и Насира аль-Дина аль-Туси о четырехугольниках были первыми теоремами по гиперболической геометрии.[54]
- Увеличительное стекло и выпуклая линза: Выпуклая линза, используемая для формирования увеличенного изображения, была описана в «Книге оптики» Ибн аль-Хайтама в 1021 году[55]
- Музыкальные инструменты и механические музыкальные инструменты: История автоматических музыкальных инструментов начинается с 9 века, когда персидские изобретатели братья Бану Муса изобрели гидроприводный орган с взаимозаменяемыми цилиндрами с шипами и автоматическую флейту на паровой тяге[56]. Это были самые ранние механические музыкальные инструменты[57] и первые программируемые музыкальные секвенсоры.[49]
- Регулирующий клапан: Впервые появляется в книге Бану Муса Книга удивительных устройств.[58]
- Управление с переменной структурой: Контроль уровней для жидкостей, форма дискретного управления переменной структурой, был разработан братьями Бану Муса.[59]
- Ветряная мельница: Первые ветряные мельницы были построены в 9 и 10 веках на территориях, которые сегодня являются Пакистаном и Ираном.[60]
- Ветряной насос: Ветряные насосы использовались для перекачивания воды, по крайней мере, с 9 века на территориях, которые сегодня являются Ираном и Пакистаном.[61]
- Камаль: Камаль был изобретен арабскими мореплавателями в конце 9 века[50]. Изобретение камаля позволило осуществлять самое раннее известное навигационное измерение широты, став таким образом первым шагом к применению количественных методов в навигации.[50]
- Сахарная мельница: Сахарные мельницы впервые появились в средневековом исламском мире. Они сначала приводились в движение водяными мельницами, а затем ветряными мельницами с 9 по 10 века[60].
- Психиатрическая больница: В 872 году Ахмад ибн Тулун построил больницу в Каире, которая предоставляла заботу сумасшедшим, включая музыкальную терапию[62].
- Программируемая машина и автоматическая флейта: Братья Бану Муса изобрели программируемую автоматическую флейту, которую описали в своей книге Книга удивительных устройств. Это была первая программируемая машина.[56]

### Исламский вклад в Европейскую цивилизацию
Мусульманские ученые помогли заложить основы экспериментальной науки своим вкладом в научный метод и своим эмпирическим, экспериментальным и количественным подходом к научному исследованию . В более общем смысле позитивным достижением исламской науки было просто её процветание на протяжении столетий в самых разных учреждениях: от обсерваторий до библиотек, от медресе до больниц и судов, как в разгар исламского золотого века, так и в течение нескольких столетий после него. Это не привело к научной революции, подобной той, что произошла в Европе раннего Нового времени, но такие внешние сравнения, вероятно, следует отвергнуть как навязывающие «хронологически и культурно чуждые стандарты» успешной средневековой культуре.
Начиная примерно с 1050 года европейские ученые, опираясь на имеющиеся у них знания, искали древние знания в арабских текстах, которые затем переводили на латынь. Они столкнулись с широким спектром классических греческих текстов, некоторые из которых ранее были переведены на арабский язык, сопровождаемые комментариями и независимыми работами мусульманских мыслителей. Научные книги мусульманских учёных были переведены на латинский язык такими переводчиками как Герард Кремонский, Майкл Скот в 12 веке.
Герард Кремонский: итальянец, который отправился в Испанию, чтобы скопировать один текст, остался там, чтобы перевести около 70 произведений. Его биография описывает, как он приехал в Толедо: «С детства он обучался в центрах философского обучения и достиг познаний во всем, что было известно латинянам; но из любви к Альмагесту, которого он вообще не мог найти у латинян, он отправился в Толедо; там, увидев обилие книг на арабском языке по всем предметам и сожалея о скудности латинян в этих вещах, он выучил арабский язык, чтобы иметь возможность переводить».
В этот период также зародились средневековые университеты, которые извлекали материальную выгоду из переведенных текстов и обеспечивали новую инфраструктуру для научных сообществ. Некоторые из этих новых университетов были зарегистрированы Священной Римской империей как учебные заведения международного уровня, получив звание Studium Generale. Большинство ранних Studia Generali находились в Италии, Франции, Англии и Испании, и они считались самыми престижными местами обучения в Европе . Этот список быстро рос по мере основания новых университетов по всей Европе. Ещё в XIII веке ученых из Studium Generale поощряли читать лекции в других институтах по всей Европе и обмениваться документами, что привело к формированию нынешней академической культуры, наблюдаемой в современных европейских университетах.
Повторное открытие трудов Аристотеля позволило полностью развить новую христианскую философию и метод схоластики . К 1200 году появились достаточно точные латинские переводы основных трудов Аристотеля, Евклида, Птолемея, Архимеда и Галена, то есть всех интеллектуально важных античных авторов, за исключением Платона . Кроме того, многие средневековые арабские и еврейские ключевые тексты, такие как основные труды Авиценны, Аверроэса и Маймонида, теперь стали доступны на латыни. В XIII веке схоластики расширили натурфилософию этих текстов комментариями (связанными с преподаванием в университетах) и самостоятельными трактатами. Среди них следует отметить работы Роберта Гроссетеста, Роджера Бэкона, Иоанна Сакробоско, Альберта Великого и Дунса Скота.

### Арабский куфеск в Ренессанской живописи

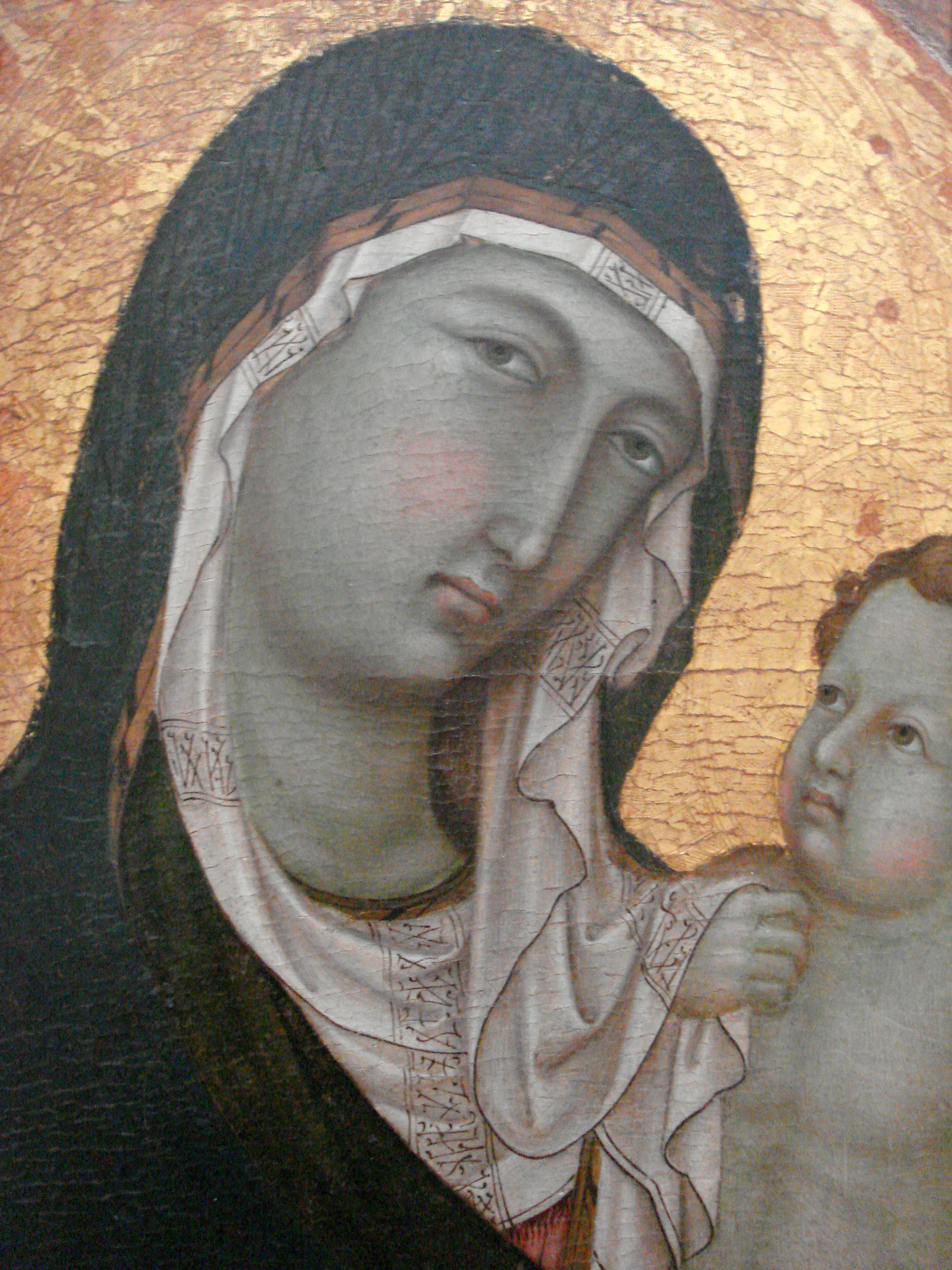
Псевдокуфические мотивы на вуали Девы Марии, Уголино ди Нерио, 1315—1320

Куфеск, (также псевдокуфия, псевдокуфические надписи и псевдоарабское письмо) — элемент украшения картин и фресок, а также изделий из керамики, стекла и тканей, использовавшийся в искусстве стран Западной Европы в эпоху Средневековья и Ренессанса. Представляет собой имитацию арабского куфического шрифта, или иногда арабского курсивного письма вне смыслового контекста. Причин использования псевдокуфии было несколько. В эпоху Средневековья подражание арабской культуре как передовой в научных достижениях считалось престижным среди христианской знати южной Европы. В эпоху Возрождения псевдокуфия использовалась в религиозных мотивах, так как европейцы той эпохи не различали современную арабскую и еврейскую культуру эпохи Нового Завета.

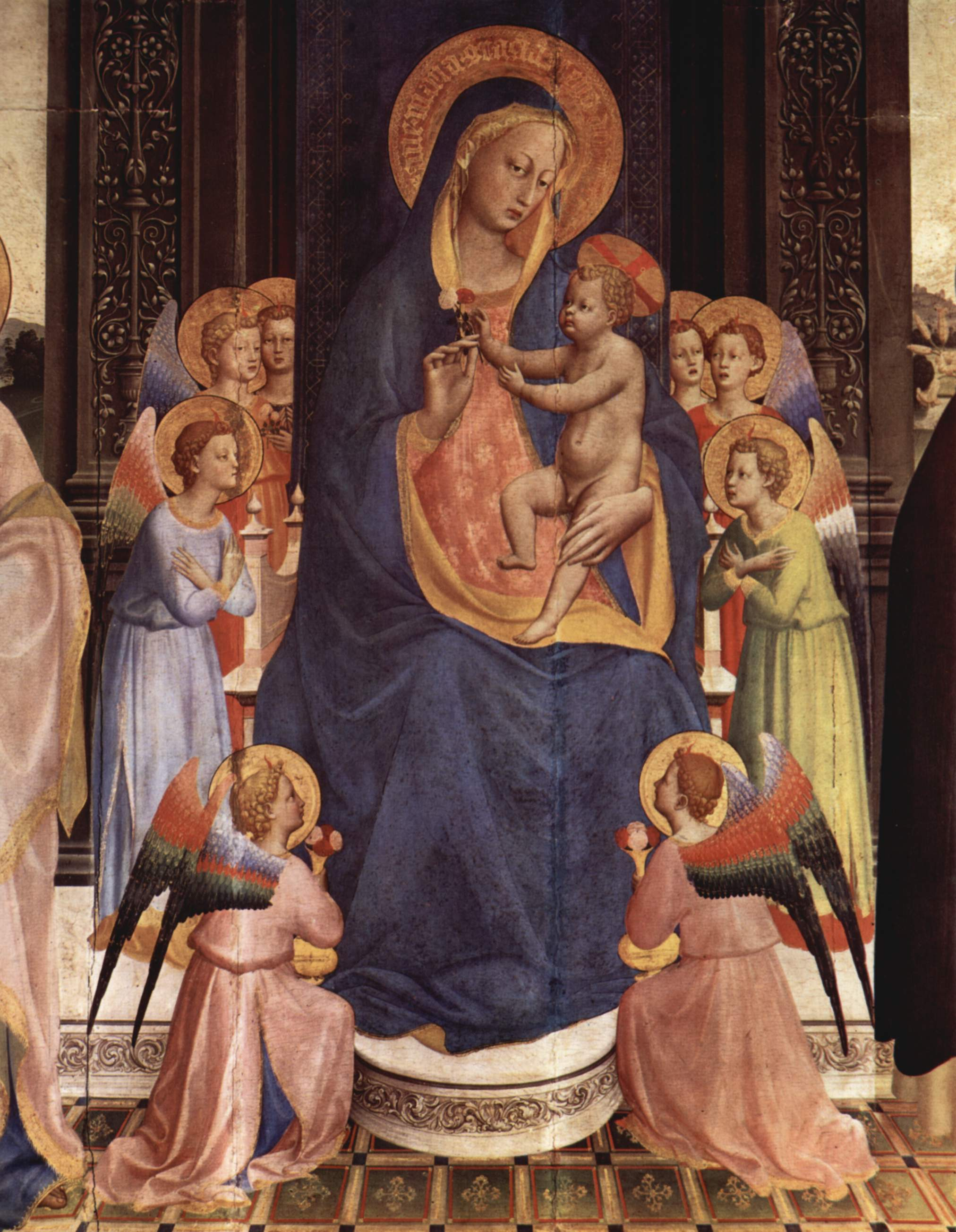
Фра Анджелико (1428—1430). Дева Мария с «псевдоарабским» нимбом

Европейские художники и мастера видели, что арабы использовали в своём исламском архитектурном убранстве арабскую вязь, но европейцы не понимали их смысла и воспринимали их просто как элемент украшения, набор символов с характерными прямыми и угловатыми линиями. Псевдокуфика особенно часто появляется в искусстве эпохи Возрождения в изображениях людей со Святой Земли, особенно Девы Марии. Это характерный пример влияния ислама на западное искусство.
Расцвет моды на псевдокуфику пришёлся на период с X по XVI века. Псевдокуфические надписи часто использовались в качестве декоративных линий в архитектуре византийской Греции с середины XI до середины XII века, на декоративной тесьме вокруг библейских и религиозных сцен во французских и немецких настенных росписях с XII по XIII века. Псевдокуфика также использовалась в качестве письма или декоративных элементов в текстиле, нимбах или рамах. Многие из них видны на картинах Джотто ди Бондоне (1267—1337).
В период с 1300 по 1600 год имитация арабской вязи опирается в большей степени на курсивный стиль, а не куфический, и к ней применяется понятие «псевдоарабский» стиль. Традиция украшать позолоченные нимбы псевдокуфикой исчезла к 1350 году, но возродилась около 1420 года благодаря работе таких художников, как Джентиле да Фабриано, который, вероятно, вдохновлялся культурой Флоренции, или Мазаччо, которого в свою очередь вдохновляли работы Джентиле, хотя его собственная псевдокуфика была «неровной и неуклюжей». Влияние оказали и такие художники, как Джованни Тоскани или Фра Анджелико, создававшие картины в более готическом стиле.

## Культура

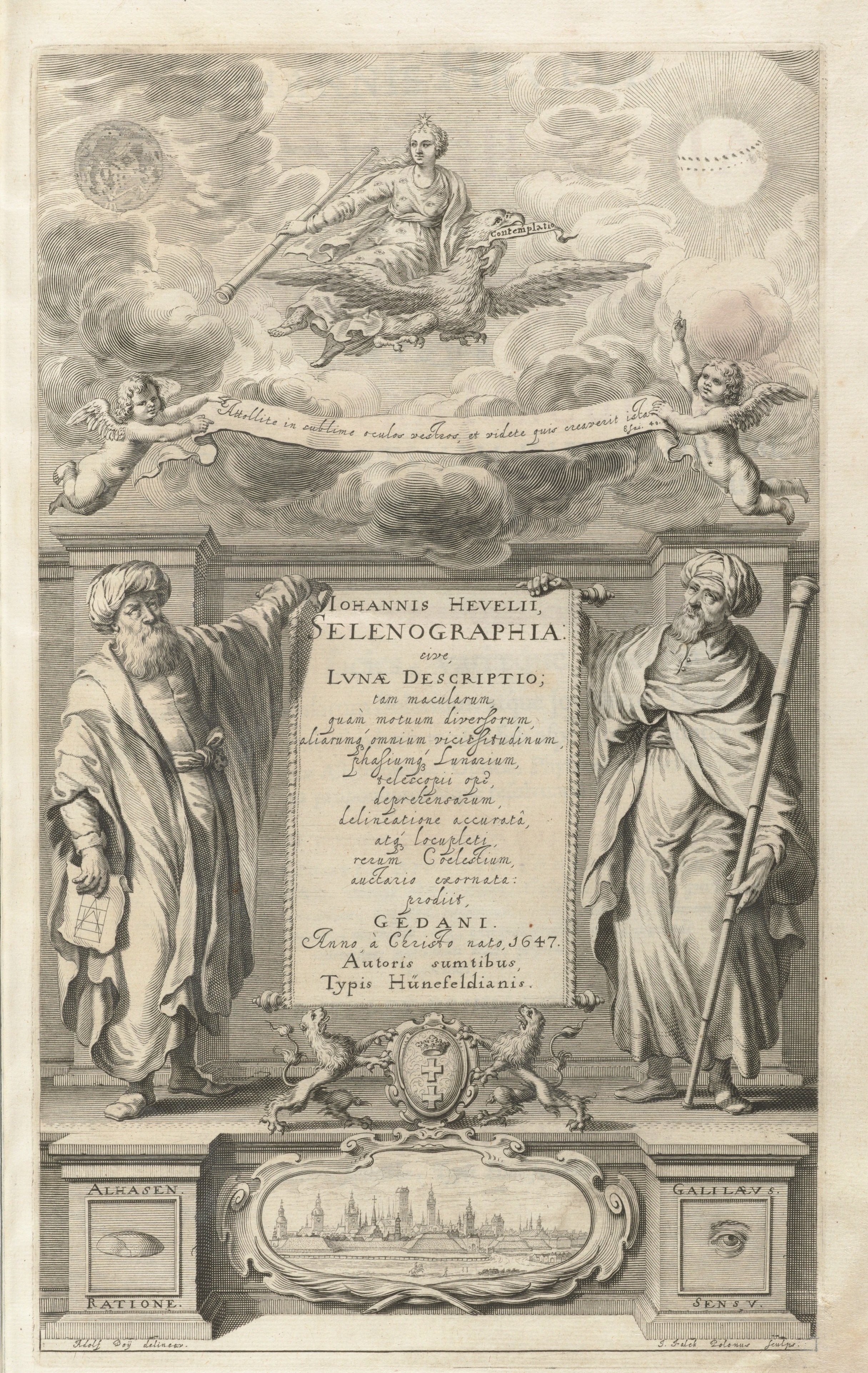
Селенография Гевелия, показывающая Альхазена, представляющего причину, и Галилео, представляющего чувства.

Положение, которое заняли арабы в покорённых ими землях, очень напоминало военный лагерь; проникнутый религиозным рвением к исламу Умар I сознательно стремился укрепить за Халифатом характер воинствующей церкви и, имея в виду религиозный индифферентизм общей массы арабов-завоевателей, запретил им владеть в покорённых странах земельным имуществом; Усман это запрещение отменил, многие арабы сделались в завоёванных странах помещиками, а вполне понятно, что интересы помещика более влекут его к мирной деятельности, чем к войне; но в общем, даже при Омейядах посёлки арабов среди инородцев не успели потерять характер военного гарнизона (v. Vloten, «Recherches sur la domination arabe» Амстерд., 1894).
Тем не менее, религиозный характер арабского государства быстро изменялся: мы видим, как одновременно с распространением пределов Xалифата и утверждением Омейядов совершается его быстрый переход из религиозной общины, руководимой духовным главой правоверных, наместником пророка Мухаммеда, в светско-политическую державу, управляемую государем единоплеменных ему арабов и покорённых инородцев. У пророка Мухаммеда и первых двух Праведных халифов политическая власть была лишь дополнением к его религиозному главенству. Однако уже со времён халифа Усмана начинается поворот как вследствие вышеуказанного разрешения арабам иметь недвижимую собственность в завоёванных областях, так и вследствие отдачи Усманом правительственных должностей своим родственникам-Омейядам.

### Вклад неарабов в культуру арабской империи
Уплачивая поземельный налог (харадж) в обмен на предоставление им защиты и неприкосновенности со стороны мусульманского государства, а также подушный налог (джизья) иноверцы имели право исповедовать свою религию. Даже вышеупомянутым постановлениям Омара принципиально признавалось, что закон Мухаммада вооружается только против язычников-многобожников; «люди Писания» — христиане, иудеи — могут, взнося плату, оставаться в своей религии; по сравнению с соседней Византией, где всякая христианская ересь преследовалась, закон ислама даже при Омаре был относительно либерален.
Так как завоеватели были совсем не подготовлены к сложным формам государственной администрации, то даже Омар I принуждён был сохранить для новообразованного огромного государства старый, хорошо заведённый византийский и персидский государственный механизм (до Абд аль-Малика даже канцелярия велась не по-арабски), — а потому иноверцам не был отрезан доступ ко многим должностям по управлению. Из политических соображений Абд аль-Малик счёл нужным удалить не мусульман с государственной службы, но с полной последовательностью это распоряжение не могло быть проведено ни при нём, ни после него; да и у самого Абд аль-Малика близкие его придворные бывали христианами (известнейший пример — отец Иоанн Дамаскин). Тем не менее среди покорённых народов заметна была большая наклонность отрекаться от своей прежней веры — христианской и зороастрийской — и добровольно принимать ислам. Новообратившийся, пока Омейяды не спохватились и не издали закон 700 г., не платил податей; наоборот, по закону Омара, он пользовался от правительства годовым окладом и полностью уравнивался с победителями; ему делались доступны более высокие государственные должности.
Известно, что Европа долгое время видела в мусульманстве, высоко почитающем Иисуса Христа и Пресвятую Деву, не более как одну из христианских ересей.
Принятие ислама христианами и затем зороастрийцами имело чрезвычайно важные последствия как религиозные, так и государственные. Ислам вместо индифферентных арабов приобретал в новых своих последователях такой элемент, для которого веровать было существенной потребностью души, и так как это были люди образованные, то они (персы гораздо больше, чем христиане) занялись к концу этого периода научной обработкой мусульманского богословия и соединённой с ним юриспруденции, — предметов, скромно разрабатывавшихся до тех пор лишь немногочисленным кружком тех мусульман-арабов, которые без всякой симпатии со стороны омейядского правительства пребывали верны учению пророка.
Выше было сказано, что общий дух, которым проникнут Халифат в первом веке своего существования был староарабским (этот факт гораздо яснее даже, чем в правительственной омейядской реакции против ислама, выразился в тогдашней поэзии, продолжавшей блистательным образом разрабатывать те же языческо-племенные жизнерадостные темы, какие были намечены и в староарабских стихотворениях). В виде протеста против возвращения к доисламским традициям была образована небольшая группа сподвижников («сахабов») пророка и их наследников («табиинов») которая продолжала блюсти заветы Мухаммада, вела в тиши покинутой ею столицы Медины и кое-где в других местах Халифата теоретическую работу над правоверным истолкованием Корана и над созданием правоверной сунны, то есть над определением истинно мусульманских традиций, согласно которым должна была бы перестроиться нечестивая жизнь современного им омейядского Xалифата. Эти традиции, которые в числе прочего, проповедовали уничтожение племенного принципа и уравнительное объединение всех мусульман в лоне Мухаммадовой религии, пришлись новообращённым инородцам, очевидно, по сердцу более чем высокомерное неисламское отношение правящих арабских сфер, и потому мединская богословская школа, забитая, игнорируемая чистыми арабами и правительством, нашла себе в новых мусульманах-неарабах деятельную поддержку.
Оказывались, пожалуй, известные невыгоды для чистоты ислама от этих новых, верующих его последователей: отчасти бессознательно, отчасти даже сознательно в него начали вкрадываться идеи или тенденции, Мухаммаду чуждые или неизвестные. Вероятно, влиянием христиан (А. Мюллер, «Ист. исл.», II, 81) объясняется появление (в конце VII в.) секты мурджиитов с её учением о безмерном милосердном долготерпении Господа и секты кадаритов, которая учением о свободной воле человека подготовила торжество мутазилитов; вероятно, и мистическое монашество (под именем суфизма) позаимствовано было мусульманами на первых порах у сирийских христиан (А. ф. Кремер «Gesch. d. herrsch. Ideen», 57); в нижн. Месопотамии новообращённые из христиан мусульмане пополнили собой ряды республиканско-демократической секты хариджитов, одинаково противной как неверующему омейядскому правительству, так и мединским правоверам.
Ещё более обоюдоострым пособием оказалось в деле развития ислама участие персов, позже наступившее, но более активное. Значительная их часть, не будучи в состоянии отделаться от векового старинно-персидского воззрения, что «царственная благодать» (фаррахи каяник) передаётся лишь путём наследственности, примкнула к секте шиитов (см.), стоявшей за династией Али (мужа Фатимы, дочери пророка); к тому же стоять за прямых наследников пророка значило для инородцев составлять сугубо-законную оппозицию против омейядского правительства с его неприятным арабским национализмом. Эта теоретическая оппозиция приобрела очень реальный смысл тогда, когда Омар II (717—720) единственный из Омейядов преданный исламу, вздумал проводить в жизнь благоприятные для мусульман-неарабов принципы Корана и таким образом внёс в омейядскую систему правления дезорганизацию.
Через 30 лет после него хорасанские персы-шииты свергли династию Омейядов (остатки которой убежали в Испанию; см. соотв. статью). Правда, вследствие хитрости Аббасидов престол Xалифата. достался (750) не Алидам, а Аббасидам, тоже родственникам пророка (Аббас — его дядя; см. соотв. статью), но, во всяком случае, ожидания персов оправдались: при Аббасидах они получили перевес в государстве и вдохнули в него новую жизнь. Даже столица Xалифата перенесена была на границы Ирана: сперва — в Анбар, а со времён Аль-Мансура — ещё ближе, в Багдад, почти в те же места, где была столица Сасанидов; и наследственными советниками халифов сделались на полстолетия члены визирской семьи Бармакидов, происходившей от персидских жрецов.

## Экономика халифата
В Арабской империи единственным собственником земли являлось государство. Правитель мог передать своим приближенным определенные участки земли, либо право получать с них определенную часть доходов (часть налога с урожая — ушр, или денежного налога — харадж). Однако не всегда эти имения можно было передать по наследству.

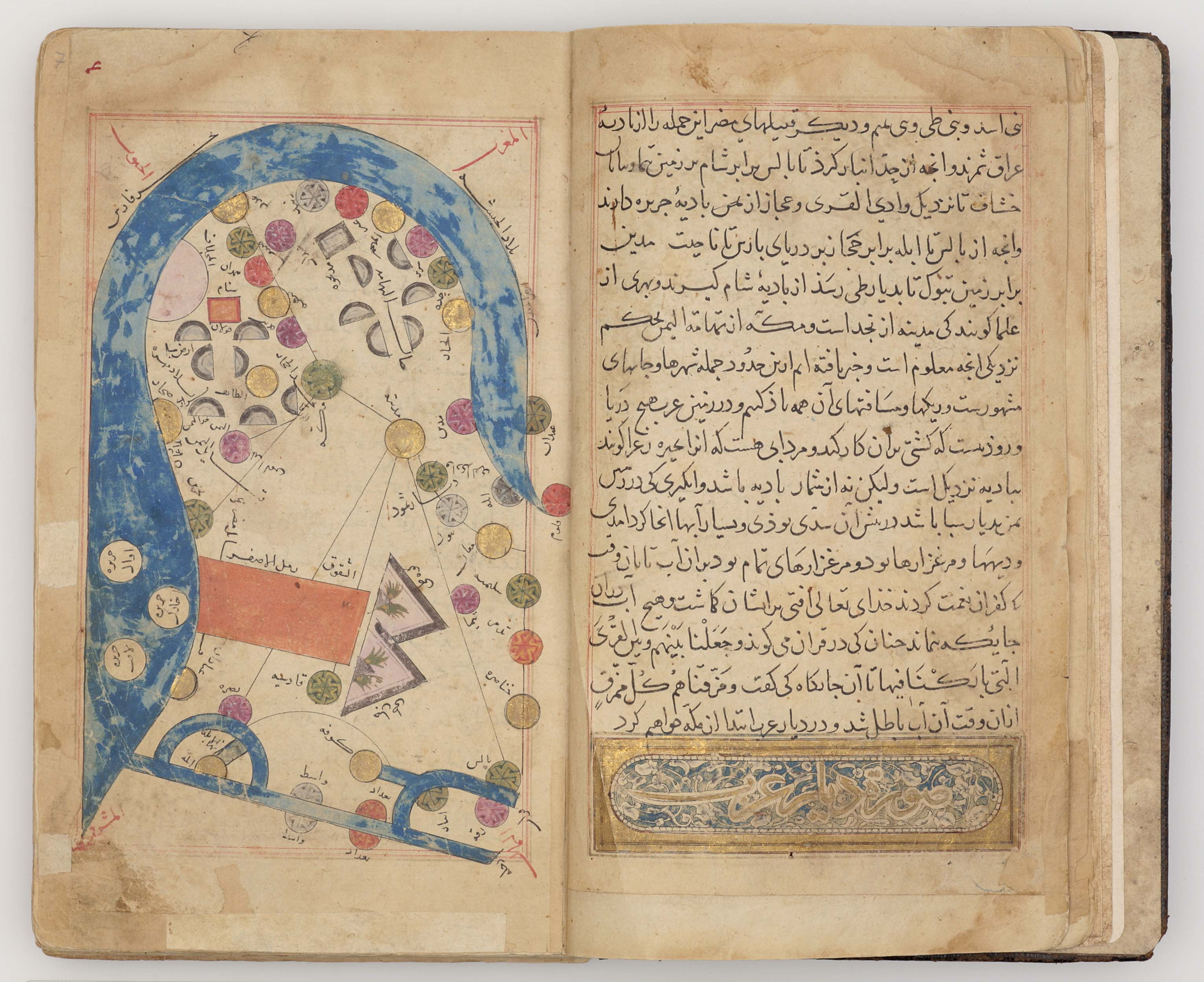
«Книга путей и стран», историко-географическое произведение арабского географа Абу Исхака аль-Истахри

В Арабской империи действовала налаженная налоговая система, которая позволяла правителям получать доход как с крестьян, так и с ремесленников и торговцев. Ткани и ковры, производимые в халифате, пользовались большим спросом на европейском рынке и вывозились в большом объеме через средиземноморские порты, за что купцы выплачивали пошлины. Арабы всегда активно участвовали в международной торговле. Например, ещё в доисламском Йемене существовали крупные города с населением 15-25 тыс. человек, а его ремесленники, производившие ткани, из изделия из кожи и металлов обеспечивали потребности в них почти всей Аравии. Затем, с развитием мореплавания в Индийском океане, сухопутные торговые пути Южной Аравии стали частью торгового пути с Дальнего Востока в Средиземноморье.
В Аббасидский период в обширном объединённом и упорядоченном государстве при заботливо обставленных путях сообщения усилился спрос на предметы иранского производства, увеличилось количество потребителей. Мирные отношения с соседями позволили развить замечательную заграничную меновую торговлю: с Китаем через Туркестан и — морем — через Индийский архипелаг, с волжскими булгарами и Русью через царство Хазарское, с испанским эмиратом, со всей Южной Европой (за исключением, пожалуй, Византии), с восточными берегами Африки. Главным портом Арабской империи была Басра.
Купец и промышленник — это главные герои арабских сказок; различные высокопоставленные лица, военачальники, учёные и т. д. не стыдились добавлять к своим титулам прозвище Аттар («москательщик»), Хейят («портной»), Джавхарий («ювелир») и проч. Однако, характер мусульманско-иранской промышленности — не столько удовлетворение практических потребностей, сколько роскоши. Главные предметы производства — шёлковые ткани (кисея-муслин, атлас, муар, парча), оружие (сабли, кинжалы, кольчуги), вышивки на холсте и коже, работы позументные, ковры, шали, чеканенные, гравированные, резные слоновая кость и металлы, работы мозаичные, изделия фаянсовые и стекольные; реже изделия чисто практические — материи бумажные, суконные и из верблюжьей шерсти.
Благосостояние земледельческого класса (из соображений, впрочем, податных, а не демократических) было поднято восстановлением оросительных каналов и плотин, которые при последних Сасанидах были запущены. Но даже по сознанию самих арабских писателей, халифам не удалось довести народную податеспособность до такой высоты, какая была достигнута податной системой Хосрова I Ануширвана, хотя халифы и приказывали нарочно с этой целью переводить сасанидские кадастральные книги на арабский язык.
Свою монету — золотые динары — халифат начал чеканить в конце VII века. Товарно-денежные отношения в халифате в X-ХI веках находились на высоком уровне, была распространена система кредитов и чеков. Насир Хосров, который побывал в Басре в конце 1051 — начале 1052 года, писал: «Торгуют там следующим образом: если у кого-нибудь есть что-нибудь, он сдает этот товар меняле и получает от него расписку. Затем он покупает все, что ему надо, а вместо уплаты дает чек на того же самого менялу. За все время, что купец находится в городе, он сплошь пользуется расписками менял и совершенно не прибегает к звонкой монете».
В VIII—X веках многие города халифата стали крупнейшими в мире в тот период. Площадь Багдада в IX веке составляла примерно 4000 га, что превышало размеры таких столиц, как Константинополь — 1400 га и Рим — 1366 га. Одним из главных городов был Фустат, где были дома в 5-7 этажей. Насир Хосров писал: «Если поглядеть издали на город Миср (Фустат), то кажется, что это — гора. Там есть дома в четырнадцать этажей друг над другом, есть здания и в семь этажей. <…> Там есть базары и переулки, где постоянно горят светильники, потому что свет туда никогда не попадает. Они служат только для прохода».
Некоторые востоковеды утверждают даже, что развитие экономики в Арабском халифате достигло стадии «пре-капитализма». Однако там отсутствовали правовые гарантии частной собственности: богатства любого чиновника могли быть в любой момент конфискованы халифом под предлогом того, что он их нажил неправедным путем, а у купцов власти могли реквизировать деньги и товары на государственные нужды, особенно во времена военных действий, когда надо было выплатить жалование наемникам.
При распаде халифата и сопровождавших его войнах страдала торговля, города, бывшие центрами ремесел, разорялись, а жители мигрировали в более спокойные регионы. Не получая достаточно доходов от налогов с торговли и таможенных пошлин, правители образовавшихся при распаде халифата государств стали раздавать командирам своих вооруженных отрядов земли вместо денег.

## Аббасидский халифат (750—945, 1124—1258)

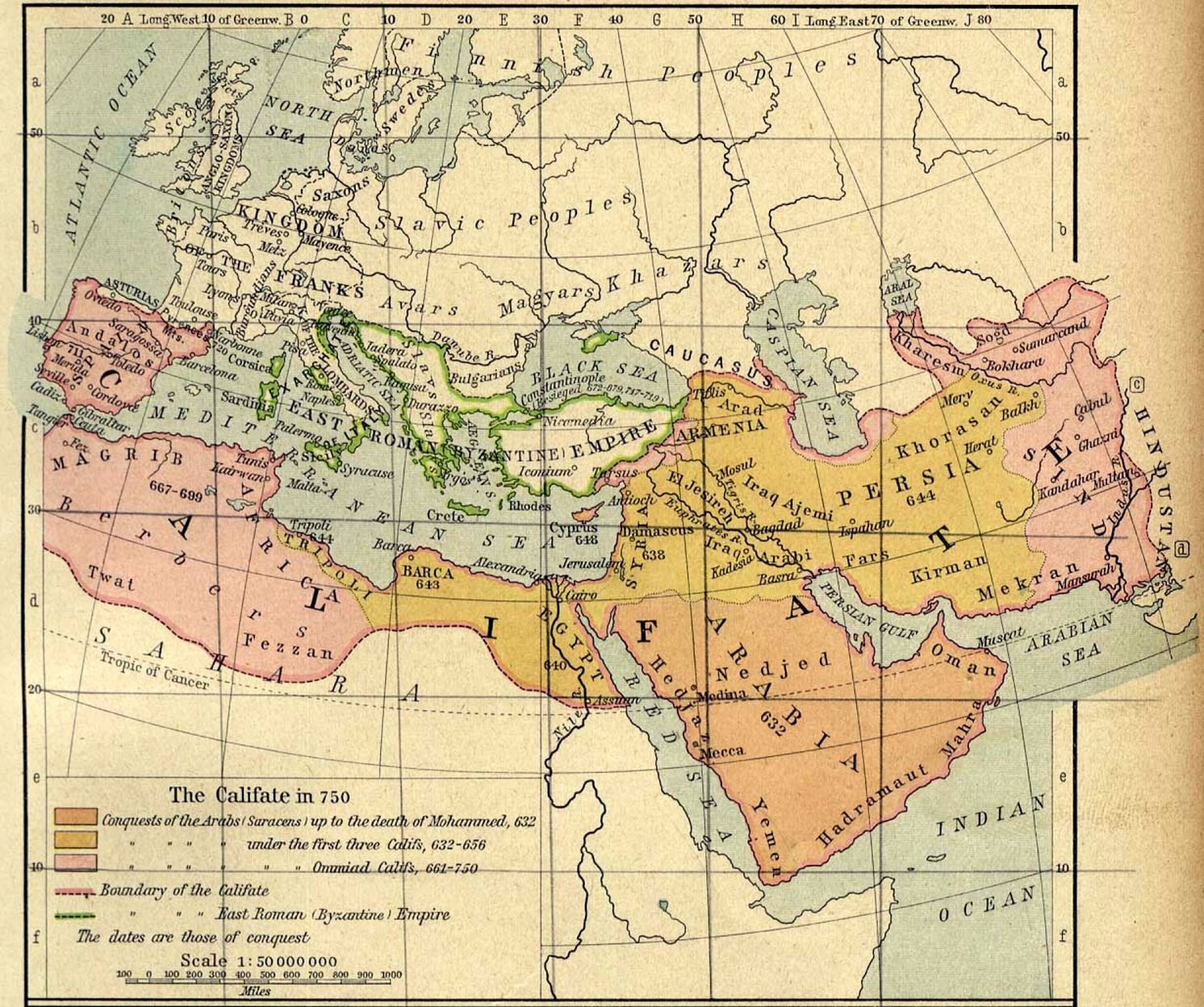
Территория Халифата в 750 году.

### Первые Аббасиды
Основатель династии Абу-ль Аббас ас-Саффах, то есть «Кровопроливец» (750—754); сравниваемый по образу действий с Людовиком XI, гениальный устроитель государства и финансов Аль-Мансур (754—775); до расточительности щедрый и потому популярный в литературе отец Харуна ар-Рашида — Аль-Махди (775—785); свирепый Аль-Хади (785—786); прославленный покровитель поэтов и литераторов Харун ар-Рашид (786—809), который был свидетелем высшего блеска халифата; Аль-Амин (809—813); друг учёных и свободолюбивых философов, перс по матери — Аль-Мамун (813—833); продолжатели его либеральных воззрений — Аль-Мутасим (833—842) и Аль-Васик (842—847).
Пределы халифата несколько сузились: спасшийся Омейяд Абд ар-Рахман I положил в Испании первое начало (755) независимому Кордовскому эмирату, который с 929 года официально титулуется «халифат» (929—1031). 30 лет спустя Идрис, правнук халифа Али и потому одинаково враждебный как Аббасидам, так и Омейядам, основал в Марокко алидскую династию Идрисидов (785—985), столицей которой был город Тудга; остальная часть северного берега Африки (Тунис и пр.) была фактически потеряна для Аббасидского халифата, когда назначенный Харуном ар-Рашидом наместник Аглаб явился основателем в Кайруане династии Аглабидов (800—909). Возобновлять же внешнюю завоевательную политику против христианских или других стран Аббасиды не считали нужным, и хотя по временам возникали военные столкновения и на границах восточных, и на северных (вроде двух неудачных походов Мамуна на Константинополь), однако, в общем, халифат жил мирно.
Отмечается такая черта первых Аббасидов, как их деспотическая, бессердечная и притом часто коварная жестокость. Иногда, как у основателя династии, она составляла открытый предмет халифской гордости (прозвище «Кровопроливец» было избрано самим Абу-ль Аббасом). Кое-кто из халифов, по крайней мере хитрый аль-Мансур, любивший облекаться перед народом в лицемерную одежду набожности и справедливости, предпочитал, где можно, действовать коварством и казнил опасных людей исподтишка, сперва усыпив их осторожность клятвенными обещаниями и милостями. У аль-Махди и у Харуна ар-Рашида жестокость затушёвывалась их щедростью, однако, вероломное и свирепое свержение визирской семьи Бармакидов, чрезвычайно полезной для государства, но налагавшей известную узду на властелина, составляет у Харуна один из отвратительнейших актов восточного деспотизма. Добавить надо, что при Аббасидах введена была в судопроизводство система пыток. Даже веротерпимый философ Мамун и его два преемника слишком не свободны от упрёка в тиранстве и жестокосердии по отношению к неприятным для них людям. Кремер находит («Culturgesch. d. Or.», II, 61; срв. Мюллер: «Ист. исл.», II, 170), что у первых же Аббасидов замечаются признаки наследственного кесарского безумия, которое у потомков ещё более усиливается.
В оправдание можно бы сказать лишь то, что для подавления той хаотической анархии, в которой находились страны ислама при водворении Аббасидской династии, волнуемые приверженцами свергнутых Омейядов, обойдённых Алидов, хищных хариджитов и не перестающими восставать на северных окраинах государства различными персидскими сектантами радикальных толков, крутые, террористические меры были, быть может, и простой необходимостью. По-видимому, Абу-ль Аббас так и понимал значение своего прозвища «Кровопроливец». Благодаря грозной централизации, которую удалось ввести бессердечному человеку, но гениальному политику аль-Мансуру, подданные получили возможность наслаждаться внутренним спокойствием, а государственные финансы были поставлены блестящим образом.
Даже научное и философское движение в халифате датируется от того же жестокого и коварного Мансура (Масуди: «Золотые луга»), который, несмотря на свою пресловутую скупость, относился к науке с поощрением (имея в виду, прежде всего, цели практические, медицинские). Но, с другой стороны, остаётся несомненным, что расцвет халифата едва ли был бы возможен, если бы Саффах, Мансур и их преемники правили государством непосредственно, а не через талантливую визирскую семью персов-Бармакидов. Пока эту семью не низверг (803) нерассудительный Харун ар-Рашид, отяготившийся её опекой, некоторые из её членов были первыми министрами или близкими советчиками халифа в Багдаде (Халид, Яхья, Джафар), прочие — находились на важных государственных должностях в провинциях (как Фадл), и все вместе сумели, с одной стороны, поддерживать в течение 50 лет нужное равновесие между персами и арабами, дававшее халифату его политическую крепость, а с другой стороны — восстановить старинную сасанидскую жизнь, с её общественным устройством, с её культурой, с её умственным движением.

### Расцвет Арабской культуры
Обыкновенно называют эту культуру арабской, потому что органом умственной жизни для всех народов халифата сделался язык арабский, — говорят поэтому: «арабское искусство», «арабская наука» и т. п.; но в сущности это были больше всего остатки культуры сасанидской и вообще староперсидской (которая, как известно, восприняла также многое из Индии, Ассирии, Вавилона и, опосредованно, из Греции). В западно-азиатских и египетской частях халифата мы наблюдаем развитие остатков культуры византийской, подобно тому, как в Северной Африке, Сицилии и Испании — культуры римской и римско-испанской, — и однородности в них незаметно, если исключить связующее их звено — арабский язык.

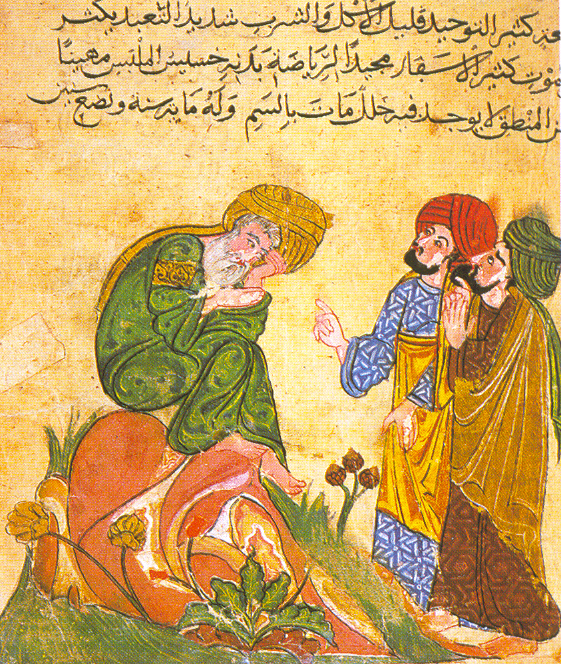
Арабский манускрипт XIII века с изображением Сократа с учениками

Персидский дух овладевает и арабской поэзией, которая теперь вместо бедуинских песен даёт утончённые произведения басрийца Абу-Нуваса («арабского Гейне») и других придворных поэтов Харуна ар-Рашида. По-видимому, не без персидского влияния (Броккельман: «Gesch. d. arab. Litt.», I, 134) возникает правильная историография, и после «Жития Апостола», составленного Ибн Исхаком для Мансура, появляется также ряд историков светских. С персидского языка Ибн аль-Мукаффа (около 750 г.) переводит сасанидскую «Книгу царей», пехлевийскую обработку индийских притч про «Калилу и Димну» и разные греко-сиро-персидские философские произведения, с которыми прежде всех знакомятся Басра, Куфа, потом и Багдад. Ту же задачу исполняют люди более близкого арабам языка, бывшие персидские подданные христиане-арамейцы Джондишапура, Харрана и др.
Причём о переводе на арабский язык греческих произведений медицинских, а заодно уж — математических и философских заботится ещё Мансур (Масуди: «Золотые луга»). Харун отдаёт рукописи, привезённые из малоазиатских походов, для перевода джондишапурскому врачу Иоанну ибн Масавейху (который занимался даже вивисекцией и был затем лейб-медиком у Мамуна и двух его преемников), а Мамун устроил, уже специально для отвлечённых философских целей, особую переводческую коллегию в Багдаде и привлекал к себе философов (аль-Кинди). Под влиянием греко-сиро-персидской философии комментаторская работа по истолкованию Корана обращается в научную арабскую филологию (басриец Халиль, басрийский перс Сибавейхи; учитель Мамуна куфиец Кисâий) и происходит создание арабской грамматики, филологическое собирание произведений доисламской и омейядской народной словесности (Муаллаки, Хамаса, Хозейлитские стихотворения и т. п.).Век первых Аббасидов известен также как период высшего напряжения религиозной мысли ислама, как период сильного сектантского движения: персы, которые теперь переходили в ислам массами, взяли мусульманское богословие почти совсем в свои руки и возбудили оживлённую догматическую борьбу, среди которой еретические секты, наметившиеся ещё при Омейядах, получили своё развитие, а правоверное богословие-законоведение определилось в виде 4 школ, или толков: при Мансуре — более прогрессивного Абу Ханифы в Багдаде и консервативного Малика в Медине, при Харуне — сравнительно прогрессивного аш-Шафии, при Мамуне — ибн Ханбаля. Отношение правительства к этим ортодоксам не всегда было одинаково. При Мансуре, стороннике мутазилитов, был до увечья высечен Малик.
Потом при 4 следующих царствованиях правоверие взяло верх, но когда Мамун и два его преемника возвели (с 827 года) мутазилизм в степень государственного вероисповедания, последователи правоверных толков подвергались официальным гонениям за «антропоморфизм», «многобожие» и т. п., и при аль-Мутасиме был высечен и пытаем святой имам ибн-Ханбаль (834). Разумеется, секте мутазилитов халифы могли покровительствовать безбоязненно, потому что её рационалистическое учение о свободной воле человека и о сотворённости Корана и её наклонность к философии не могли представляться политически опасными. К сектам политического характера, как, например, хариджитам, маздакитам, крайним шиитам, которые поднимали иногда очень опасные восстания (лжепророк перс Моканна в Хорасане при аль-Махди, 779 год, храбрый Бабек в Азербайджане при Мамуне и аль-Мутасиме, и др.), отношение халифов было репрессивным и беспощадным даже во времена высшего могущества халифата.

### Потеря политической власти халифов
Свидетелями постепенного распада Xалифата были халифы: упомянутый уже аль-Мутаваккиль (847—861), арабский Нерон, очень восхваляемый правоверами; его сын аль-Мунтасир (861—862), который взошёл на престол, убив отца при помощи тюркской гвардии, аль-Мустаин (862—866), аль-Мутазз (866—869), аль-Мухтади I (869—870), аль-Мутамид (870—892), аль-Мутадид (892—902), аль-Муктафи I (902—908), аль-Муктадир (908—932), аль-Кахир (932—934), ар-Ради (934—940), аль-Муттаки (940—944), аль-Мустакфи Биллах (944—946). В их лице халиф из повелителя обширной империи превратился в князя небольшой багдадской области, враждующего и мирящегося со своими иногда более сильными, иногда более слабыми соседями. Внутри государства, в своей столице Багдаде, халифы сделались зависимы от своевольной преторианской тюркской гвардии, которую счёл нужным сформировать Мутасим (833).
При Аббасидах национальное самосознание персов ожило (Гольдциэр: «Muh. Stud.», I, 101—208). Опрометчивое истребление Харуном Бармакидов, умевших сплачивать персидский элемент с арабским, привело к разладу между двумя народностями.
При Аль-Мамуне сильный политический сепаратизм Персии выразился в основании династии Тахиридов в Хорасане (821—873), которое оказалось первым симптомом наступающего отпадения Ирана. После Тахиридов (821—873) образовались самостоятельные династии: Саффариды (867—903; см.), Саманиды (875—999; см.), Газневиды (962—1186; см.), — и Персия ускользнула из рук халифов. На Западе Египет вместе с Сирией отделился под властью Тулунидов (868—905); правда, после падения Тулунидов Сирия и Египет в течение 30 лет снова находились под управлением аббасидских наместников; но в 935 г. Ихшид основал свою династию (935—969), и с тех пор ни одна область к западу от Евфрата (Мекка и Медина тоже принадлежали Ихшидам) не подчинялась светской власти багдадских халифов, хотя их права духовных владык признавались повсюду (кроме, разумеется, Испании и Марокко); с их именем чеканилась монета и читалась общественная молитва (хутба).

#### Мутазилизм
Почувствовав своё ослабление, халифы (первый — Аль-Мутаваккиль, 847) решили, что им следует снискать себе новую поддержку — в правоверном духовенстве, а для этого — отречься от мутазилитского вольнодумства. Таким образом со времён Мутаваккиля наряду с прогрессирующим ослаблением власти халифов идёт усиление правоверия, преследование ересей, свободомыслия и иноверства (христиан, иудеев и пр.), религиозное гонение на философию, на естественные и даже на точные науки. Новая могущественная школа богословов, основанная Абу-ль-Хасаном аль-Ашари (874—936), покинувшим мутазилитство, ведёт научную полемику с философией и светской наукой и одерживает победу в общественном мнении.
Однако, фактически убить умственное движение халифы, с их всё более и более падающей политически властью, не были в силах, и наиболее славные арабские философы (басрийские энциклопедисты, аль-Фараби, Ибн Сина) и др. учёные жили под покровительством вассальных государей как раз в ту эпоху (IX—XI в.), когда официально в Багдаде, в исламской догматике и в мнении народной массы философия и несхоластические науки были признаваемы за нечестие; а литература к концу названной эпохи дала величайшего вольнодумного арабского поэта Маарри (973—1057); в то же время и суфизм, очень хорошо привившийся к исламу, переходил у многих своих персидских представителей в полнейшее вольномыслие.

#### Каирский халифат
Шииты (ок. 864) также сделалась могущественной политической силой, особенно их ветвь Карматы (см.); когда в 890 г. карматами была построена в Ираке сильная крепость Дар аль-хиджра, ставшая оплотом для новообразованного грабительского государства, с тех пор «все боялись исмаилитов, а они никого», по выражению арабского историка Новейрия, и карматы распоряжались, как хотели, в Ираке, Аравии и пограничной Сирии. В 909 г. карматам удалось основать в северной Африке династию Фатимидов (909—1169), которая в 969 г. отняла у Ихшидов Египет и южную Сирию и провозгласила Фатимидский халифат; власть фатимидского Xалифата признала и северная Сирия с её талантливой династией Хамданидов (929—1003), у которой нашла покровительство свободомыслящая арабская философия, наука и поэзия. Так как в Испании Омейяд Абд ар-Рахман III тоже успел принять титул халифа (929), то теперь сразу оказалось три Xалифата: Фатимидский (Египетский), Кордовский и Багдадский.

### Последние халифы из династии Аббасидов
Халиф аббасидский, то есть в сущности мелкий багдадский князь с титулом, был игрушкой в руках своих тюркских военачальников и месопотамских эмиров: при ар-Ради (934—941) учреждена была особая должность майордома («эмир-аль-умарâ»). Между тем по соседству, в западной Персии, выдвинулась шиитская династия Буидов, отложившаяся от Саманидов в 930 г. (см.). В 945 г. Буиды захватили Багдад и владели им более ста лет, с титулом султанов, а в это время там номинальными халифами были: аль-Мустакфи (944—946), аль-Мути (946—974), ат-Таи (974—991), аль-Кадир (991—1031) и аль-Каим (1031—1075). Хотя из политических расчётов, для противовеса Фатимидам, шиитские султаны-Буиды называли себя вассалами, «эмирами аль-умарâ» суннитского Багдадского халифата, но, в сущности, они обращались с халифами как с пленниками, с совершенным неуважением и презрением, покровительствовали философам и вольномыслящим сектантам, и в самом Багдаде делал успехи шиизм.

### Вторжение сельджуков
В 1055 г. вождь огузов из династии сельджуков Тогрул-бек въехал в Багдад, освободил Арабского халифа от власти шиитской династии Буидов и вместо них сам сделался султаном; в 1058 г. он торжественно принял от аль-Каима инвеституру и окружил его внешними знаками почтения.
Аль-Каим (ум. 1075), аль-Муктади II (1075—1094) и аль-Мустазхир (1094—1118) жили в материальном довольстве и уважении, как представители мусульманской церкви, а аль-Мустаршиду (1118—1135) сельджукид Мас’уд даровал для самостоятельного светского управления Багдад и большую часть Ирака, которые остались и за его преемниками: ар-Рашидом (1135—1136), аль-Муктафи (1136—1160), аль-Мустанджидом (1160—1170) и аль-Мустади (1170—1180).
Кордовский халифат прекратил своё существование в 1031 году: оставшиеся удельные князья и главные из них, Аббасиды Севильские, ввиду трудной борьбы с христианским полководцем Сидом, пригласили к себе в 1086 г. марокканскую династию Альморавидов, которую сменили Альмохады (1130—1269).
Конец Фатимидской империи, положил суннит Саладин (1138—1193). Основанная им египетско-левантийская династия Айюбидов (1169—1250) уважала багдадского халифа.

### Монгольское нашествие
Пользуясь слабостью распавшейся сельджукской династии, энергичный халиф ан-Насир (1180—1225) задумал расширить пределы своего маленького багдадского халифата и отважился вступить в борьбу с могущественным хорезмшахом Мухаммедом ибн Текешем, который выдвинулся вместо сельджуков. Ибн Текеш велел собранию богословов перенести Xалифат с рода Аббаса на род Али и направил войска на Багдад (1217—1219), а Ан-Насир послал посольство к монголам Чингисхана, приглашая их вторгнуться в Хорезм. Ни Ан-Насир (ум. 1225), ни халиф аз-Захир Биамриллах (1220—1226) не видели конца навлечённой ими катастрофы, которая погубила исламские страны Азии. Последними багдадскими халифами были аль-Мустансир (1226—1242) и Аль-Мустасим (1242—1258), который в 1258 году после двухнедельного штурма сдал Багдад монголам под командованием Хулагу-хана и был казнён последними с большей частью членов своей династии.
Вместе со всеми другими библиотеками Багдада, Дом Мудрости был разрушен армией Хулагу во время осады Багдада . Книги из библиотек Багдада были сброшены в реку Тигр в таких количествах, что, как говорят, река почернела от чернил с их страниц. Согласно хронике XVI века об осаде из Кутб ад-Дина ан-Нахравали, «в реку Евфрат было брошено столько книг, что они образовали мост, который мог бы выдержать человека на лошади». Насир ад-Дин ат-Туси спас около 400 000 рукописей, которые он привез в Марагу перед осадой. Многие книги были разорваны грабителями, чтобы из кожаных обложек можно было сделать сандалии.
Один из них бежал в Египет, и там Кипчакский Бахритский султан Бейбарс I (1260—1277) с целью иметь для своего султаната духовную поддержку, возвёл его в ранг «халифа» под именем аль-Мустансира (1261). Потомки этого Аббасида оставались номинальными халифами при султанах каирских до тех пор, пока власть мамлюков не была свергнута османским завоевателем Селимом I (1517). Чтобы иметь все официальные данные духовного главенства над целым исламским миром Селим I заставил последнего из этих халифов и последнего в роду Аббасидов, Мотаваккиля III, торжественно отречься от своих халифских прав и титула в пользу османских султанов.